# Vuelta Ciclista del Uruguay 1990
La 47.ª edición de la Vuelta Ciclista del Uruguay, se disputó del 21 al 31 de marzo de 1990.
Se recorrieron casi 1766 km divididos en 10 etapas, con 2 subetapas contrarreloj, una por equipos en la 4.ª jornada y otra individual en Paysandú (7.ª etapa) de 9,6 km.
Al finalizar la 10.ª etapa en Montevideo, los 20 mejores de la clasificación general disputaron una contrarreloj de 20,5 km.
Participaron 19 equipos de Uruguay y 5 extranjeros (las selecciones de Chile, Estados Unidos, Unión Soviética, Francia y Alemania), totalizando 124 competidores.
El ganador fue el salteño Federico Moreira del Club Atlético Peñarol, logrando su segunda victoria consecutiva y cuarta en total. Completaron el podio el francés Roland Flaujaquet de la Selección de Francia y el argentino Eduardo Trillini, también de Peñarol.

## Equipos participantes
Tomaron parte en la carrera 22 equipos.
| Equipos de clubes y federaciones (18) - Amanecer A - Amanecer B - America - Artigas de Salto - Belo Horizonte - COPSA de Pando - Cruz del Sur A - Cruz del Sur B - España La Paz - General Hornos - Maroñas - Peñarol - Policial - Punta del Este - Soriano (Federación) - Tabare Farias - Mendoza - Pirelli Selecciones nacionales amateur (4) - Argentina - Chile - Francia - Italia |  |
| |  |

## Etapas
| Etapa  | Fecha       | Recorrido                    | km      | Ganador (equipo)                 | Líder             |
| 1.ª    | 6 de abril  | Montevideo-Trinidad          | 0       | César Daneliczen (Pirelli)       | César Daneliczen  |
| 2.ª    | 7 de abril  | Trinidad-Mercedes            | 0       | Juan E. Ikatch (Cruz del Sur)    | Juan E. Ikatch    |
| 3.ª A  | 8 de abril  | Mercedes-Paysandú            | 0       | Walter Brugna (Sel. Italia)      | Juan E. Ikatch    |
| 3.ª B  | 8 de abril  | Paysandú                     | 0 (CRI) | Jean Louis Conan (Sel. Francia)  | Jean Louis Conan  |
| 4.ª    | 9 de abril  | Paysandú-Salto               | 0       | Daniel Lozano (Fénix)            | Jean Louis Conan  |
| 5.ª    | 10 de abril | Salto-Artigas                | 0       | Michele Commegnat (Sel. Francia) | Michele Commegnat |
| 6.ª    | 11 de abril | Artigas-Rivera               | 0       | Sergio Sartore (Cruz del Sur)    |                   |
| 7.ª    | 12 de abril | Rivera-Tacuarembó            | 0       | José M. Orlando (Peñarol)        |                   |
| 8.ª    | 13 de abril | Tacuarembó-Melo              | 0       | Claudio Iannone (Pocitos)        |                   |
| 9.ª    | 14 de abril | Melo-Treinta y Tres          | 0       | Hugo Pratissoli (Amanecer)       |                   |
| 10.ª   | 15 de abril | José Pedro Varela-Piriápolis | 0       | Hugo Pratissoli (Amanecer)       | Federico Moreira  |
| 11.ª A | 15 de abril | Piriápolis-Montevideo        | 0       | Hugo Pratissoli (Amanecer)       | Federico Moreira  |
| 11.ª B | 15 de abril | Contrarreloj en Montevideo   | 0 (CRI) | Federico Moreira (Peñarol)       | Federico Moreira  |

## Clasificaciones finales

### Clasificación individual
| Pos. | Ciclista          | Equipo         | Tiempo           |
| ---- | ----------------- | -------------- | ---------------- |
| 1.º  | Federico Moreira  | Peñarol        | 39 h 49 min 22 s |
| 2.º  | Roland Flaujaquet | Francia        | a 26 s           |
| 3.º  | Eduardo Trillini  | Peñarol        | a 1 min 04 s     |
| 4.º  | Michel Commegant  | Francia        | a 1 min 15 s     |
| 5.º  | Claudio Iannone   | M. Pocitos     | a 1 min 25 s     |
| 6.º  | José Asconegui    | Punta del Este | a 1 min 48 s     |
| 7.º  | Francisco Robles  | Argentina      | a 2 min 08 s     |
| 8.º  | José Maneiro      | Belo Horizonte | a 2 min 21 s     |
| 8.º  | Carlos García     | Punta del Este | a 2 min 21 s     |
| 10.º | Ruben Martínez    | Punta del Este | a 2 min 48 s     |

| 11.º | Néstor Alvez       | Cruz del Sur   | a 2 min 48 s |
| 12.º | Benito Carrizo     | Chile          | a 2 min 57 s |
| 13.º | Sergio Sartore     | Cruz del Sur   | a 3 min 08 s |
| 14.º | Zbiegniew Krasniak | Francia        | a 3 min 18 s |
| 15.º | G. de los Santos   | Punta del Este | a 3 min 19 s |
| 16.º | Gustavo Moyano     | Punta del Este | a 3 min 21 s |
| 17.º | Juan Bonilla       | Soriano        | a 4 min 08 s |
| 18.º | José Orlando       | Peñarol        | a 4 min 16 s |
| 19.º | Nicolas Galdeano   | Cruz del Sur   | a 4 min 19 s |
| 20.º | Hugo Prattisoli    | Amanecer       | a 9 min 23 s |

### Clasificación premio esprínter
| Pos.        | Ciclista        | Equipo         | Puntos |
| ----------- | --------------- | -------------- | ------ |
| Malla verde | Herminio Suárez | C. C. Amanecer | 260    |
| 2.º         | Hugo Pratissoli | C. C. Amanecer | 240    |
| 3.º         | Daniel Lozano   | C. C. Fénix    | 80     |

### Clasificación premio cima
| Pos.       | Ciclista           | Equipo         | Puntos |
| ---------- | ------------------ | -------------- | ------ |
| Malla roja | Hugo Pratissoli    | C. C. Amanecer | 28     |
| 2.º        | Zbiegniew Krasniak | Francia        | 15     |
| 3.º        | Renato Ferraro     | Brasil         | 8      |

### Clasificación por equipos
| Pos. | Equipo               | Tiempo            |
| ---- | -------------------- | ----------------- |
| 1.º  | Peñarol "A"          | 128 h 33 min 13 s |
| 2.º  | Selección de Francia | a 8 min 09 s      |
| 3.º  | España-La Paz        | a 14 min 38 s     |
| 4.º  | Belo Horizonte       | a 15 min 12 s     |
| 5.º  | Unión Soviética      | a 18 min 22 s     |